# John Kennedy (Radsportler)
John Kennedy (* 23. Mai 1931 in Glasgow; 13. Juli 1989 in Bodrum, Türkei) war ein schottischer Radrennfahrer.

## Sportliche Laufbahn
Kennedy war im Straßenradsport aktiv. Von 1958 bis 1962 war er zunächst Unabhängiger, dann Berufsfahrer. Er übersiedelte noch als Amateur nach Belgien, wo er später auch eine Belgierin heiratete.
1950 gewann er einen Tagesabschnitt im Etappenrennen Brighton–Glasgow, 1954 und 1955 eine Etappe der Tour of Britain (damals Oats Circuit of Britain). Er gewann die Bergwertung der Tour of Britain 1955. 
1960 startete er in der Tour de France. Er schied auf der 12. Etappe aus. Kennedy war der erste Schotte am Start der Tour de France. 1953 wurde er in Schottland Vize-Meister im Straßenrennen. Im Eintagesrennen Gent–Staden 1956 wurde er Zweiter.